# Shaun Greenhalgh
Shaun Greenhalgh (* 21. Juni 1960 in Bolton) ist ein britischer Maler, Bildhauer und Kunstfälscher. Über einen Zeitraum von 17 Jahren, zwischen 1989 und 2006, produzierte er eine große Zahl gefälschter Skulpturen, Gemälde und Zeichnungen, darunter angeblich eine Zeichnung von Leonardo da Vinci. Er verkaufte seine Fälschungen an Kunstmuseen, über Auktionshäuser und an Privatleute. Die „lupenreine“ Provenienz lieferten seine Eltern George und Olive Greenhalgh, die in den Schwindel mit einbezogen waren. 2007 wurde Shaun Greenhalgh zu 4 Jahren und 8 Monaten Haft verurteilt.
Greenhalgh war als Fälscher außerordentlich vielseitig. Er fälschte Gemälde, Zeichnungen, Aquarelle und Porzellan, war Bildhauer, stellte Plastiken aus Ton her und goss antike Gebrauchsgegenstände und kunstgewerbliche Stücke aus Metall. Der Zeitraum der Fälschungen erstreckt sich von ägyptischer (1350–1334 vor Chr.) und assyrischer Kunst (ca. 700 vor Chr.) über die Renaissance bis zur klassischen Moderne mit Fälschungen von Brâncuși, Degas, Otto Dix, Barbara Hepworth, Paul Gauguin, Thomas Moran, Samuel Peploe, Man Ray und die Gegenwartskunst im Fall von L. S. Lowrey. Greenhalgh fälschte bis auf wenige Ausnahmen keine Signaturen, Zuschreibungen erfolgten durch Experten.
Vom 23. Januar bis 7. Februar 2012 zeigte das Victoria und Albert Museum in London in einer Ausstellung eine Auswahl seiner Fälschungen. Präsentiert wurde die Ausstellung von der Art and Antiques Unit der Metropolitan Police.

## Frühe Jahre
Shaun Greenhalgh wurde 1960 als sechstes von sieben Kindern des Ehepaars George und Olive Greenhalgh geboren. Die Familie lebte in Bolton in einer kommunalen Wohnung und in bescheidenen Verhältnissen. Er besuchte die Eagley Junior School in Bolton und die Turton Comprehensive School in Bromley Cross (Greater Manchester), die er im Alter von 16 Jahren verließ. Wie er in seinem Buch schreibt, war er seit seiner Kindheit ein auffallend guter Zeichner, nach seinen Aussagen hat sich seine Fertigkeit im Zeichnen seit seinem 11. Lebensjahr nicht mehr verbessert. Außer in der Schule hat er niemals Kunstunterricht erhalten. Er ist Autodidakt. Seine Kenntnisse über Kunst und Kunstgeschichte erarbeitete er sich aus Büchern, Auktionskatalogen und bei seinen regelmäßigen Besuchen im Boltoner Museum, der Museumsbibliothek und der John Rylands University Library in Manchester. Als Teenager machte er seine erste Reise nach Rom, wo er neben dem Petersdom vor allem Fresken und Bilder von Renaissance-Künstlern, Raffaels Stanzen besichtigte und zum ersten Mal Skulpturen von Giambologna und Bernini in originaler Größe sah.

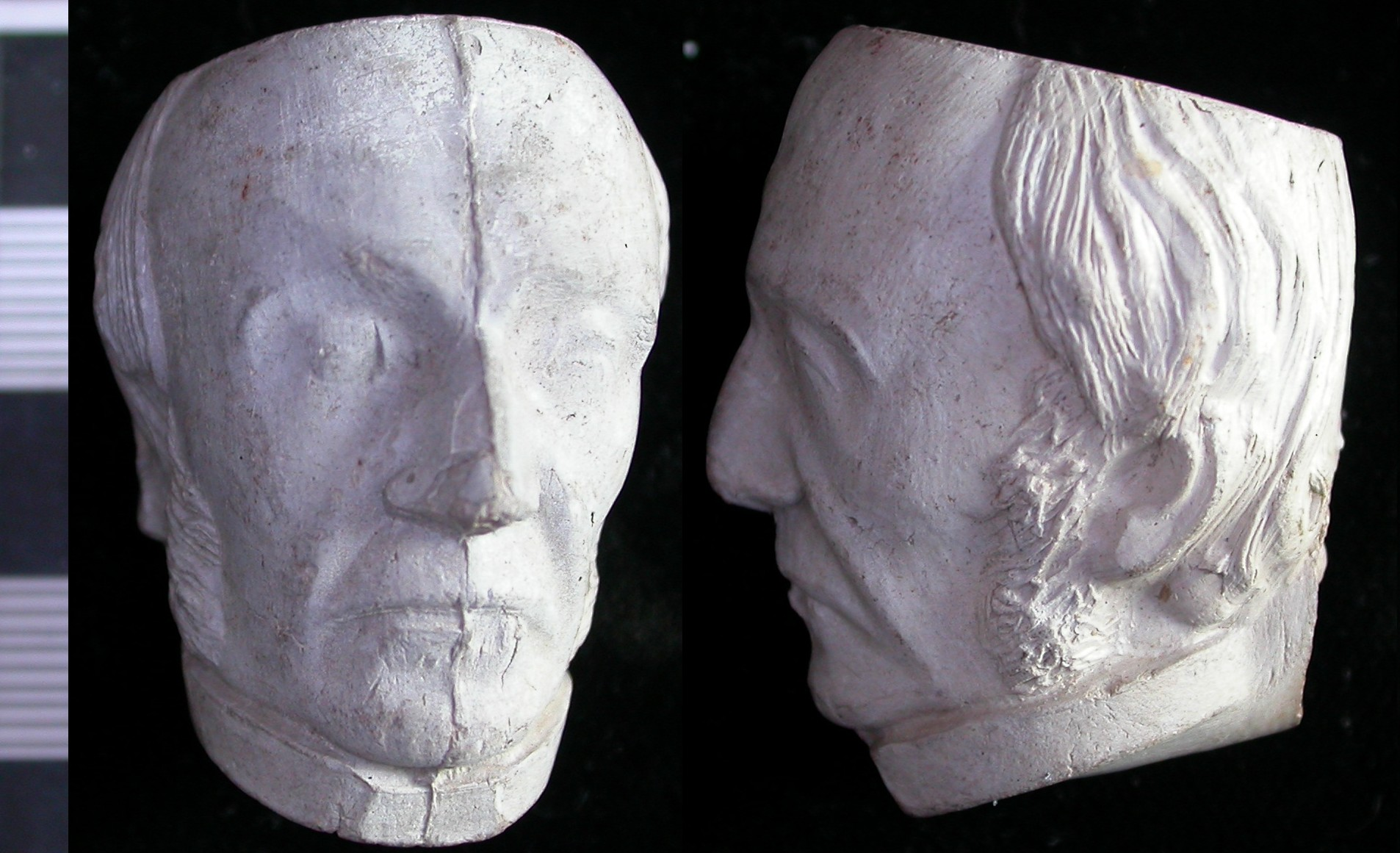
Pfeifenkopf mit dem Porträt von William Ewart Gladstone,1850/1900 (The Portable Antiquities Scheme)

Der Darstellung in seiner Autobiographie zufolge stellte er schon während seiner Schulzeit Objekte für den lokalen Antikmarkt her. „Viktorianische“ Pfeifenköpfe, die zum Beispiel als Porträts von Politikern ausgeformt waren, und glasierte Topfdeckel aus Keramik, ebenfalls „viktorianisch“, die er einem künstlichen Alterungsprozess unterzog und für die es damals einen Sammlermarkt gab, verhalfen ihm zu einem guten Einkommen, mit dem er seine autodidaktische Ausbildung, Material und Werkzeug finanzieren konnte. In dem Jahr, als er die Schule verließ, stellte er einige Arbeiten in einer lokalen Kunstausstellung aus. Der Bürgermeister von Bolton kaufte ein Aquarell für 20 £ und bat ihn, seine Ruskin-Bilder zu kopieren, da er die Originale im Safe sichern wollte. Die Kopien brachten ihm 400 £ ein. Durch seinen Erfolg ermutigt, zeichnete er sechs Skizzen im Stil von Degas, versah sie mit Signaturen und schickte Fotografien zu Christie’s in London. Christie’s lud ihn zu einer Begutachtung der Zeichnungen ein und gab sie dann in die Auktion, wo sie für 10.000 £ versteigert wurden.
In der John Rylands Library hatte sich Greenhalgh mit einer jungen Bibliotheksangestellten angefreundet. Finanziert durch den Erlös der Degas-Fälschungen, unternahm er mit ihr eine ausgedehnte Kunstreise nach Italien und besuchte Florenz, Borgo San Lorenzo und Carrara. Kurz nach ihrer Rückkehr aus Italien starb seine Freundin an einem Tumor. Nach ihrem Tod unternahm er mit dem verbliebenen Geld Reisen nach Griechenland, Ägypten und Spanien und fuhr insgesamt siebenmal nach Rom. Seinen Lebensunterhalt verdiente er in einem Boltoner Supermarkt. Später nahm er einen Job bei einem Restaurator an. An den Wochenenden durfte er die Werkstatt selbst benutzen, fing an, Artefakte, später auch auf Bestellung eines Händlers, herzustellen, und musste feststellen, dass seine Arbeiten als „Originale“, mit Provenienz, Signaturen, Stempeln etc. versehen, in den offenen Kunsthandel gelangten. Die Werkstatt, in der er arbeitete, nahm auch Restaurierungsaufträge von Londoner Museen an. Hier lernte er, wie er in seinem Buch schreibt, „auf was die Experten achten“.
Nachdem er längere Zeit dem Händler zugearbeitet hatte, stellte er ein Ölgemälde in der Manier des schottischen Malers Samuel Peploe her. Der Vater bot es dem Londoner Galeristen Peter Nahum zusammen mit einer stimmig wirkenden Herkunftsgeschichte an und konnte es für rund 20.000 £ verkaufen. Da Nahum Zweifel an die Echtheit des Bildes kamen, informierte er die Abteilung Art and antiques von Scotland Yard, der Hinweis lief aber ins Leere. Mit tatkräftiger Unterstützung durch seinen Vater, der die passenden Provenienzen beschaffte, arbeitete er ab diesem Zeitpunkt professionell als Kunstfälscher.

## Arbeiten für den Antikmarkt und den Kunsthandel

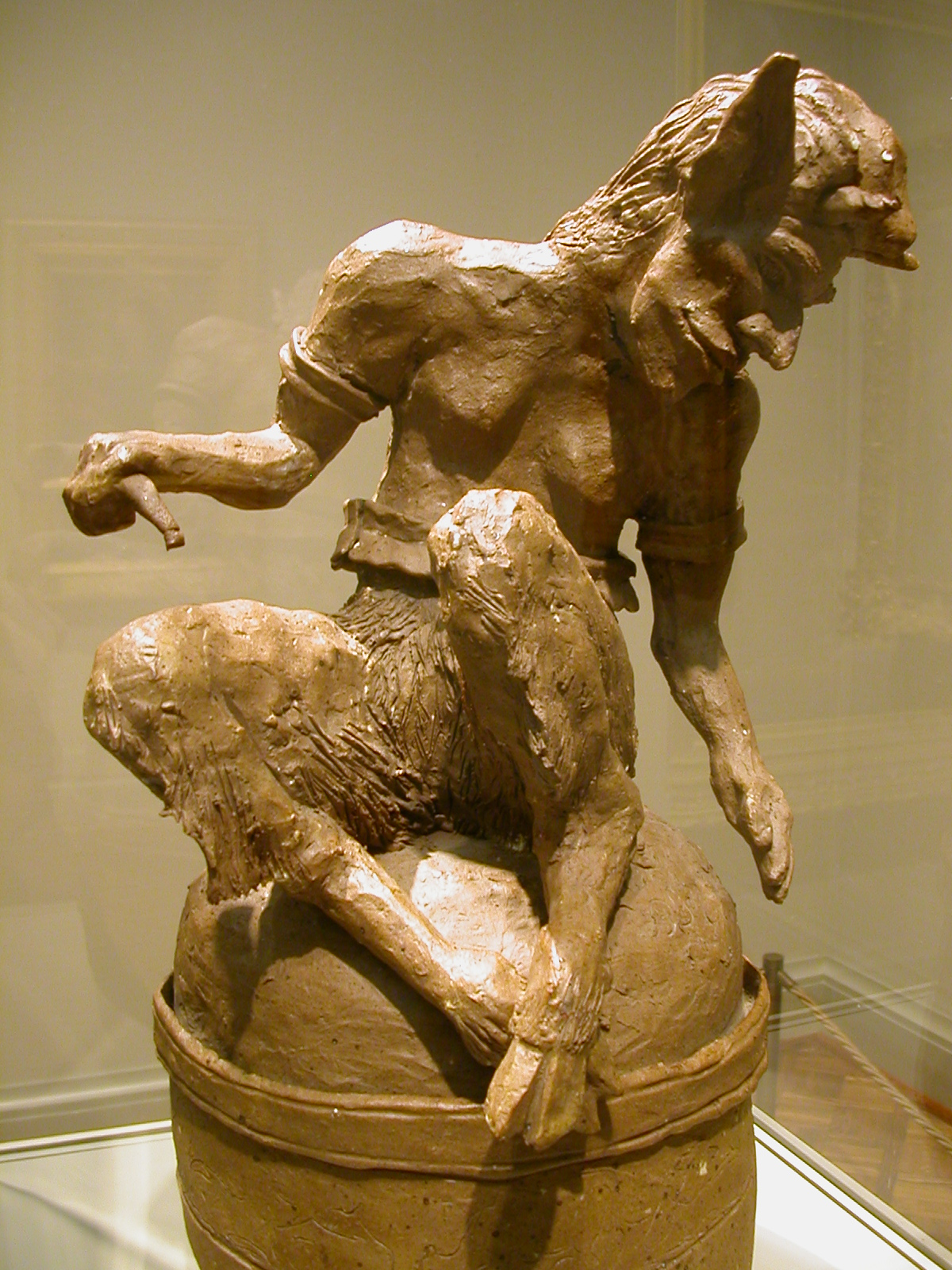
Shaun Greenhalgh: The Faun

1994 wurde seine Plastik Der Faun als eigenhändiges Werk von Paul Gauguin bei Sotheby’s an die Kunsthändler Howie & Pillar für 20.700 £ verkauft. 1997 erwarb das Art Institute of Chicago den Faun für eine nicht genannte Summe, Spekulationen über den Preis lagen bei 125.000 $. Das Art Institute bezeichnete sie als „eine der bedeutendsten Erwerbungen der letzten 20 Jahre“. Für zehn Jahre wurde der Faun im Museum gezeigt, und er war eine der Attraktionen der Gauguin-Ausstellung 2002 im van Gogh Museum in Amsterdam. Erst bei dem Prozess gegen Greenhalgh stellte sich heraus, dass der Faun eine Fälschung ist. Im Oktober 2007 entfernte das Museum die Figur aus der Ausstellung und meldete Schadensersatz an, sowohl bei Sotheby’s als auch bei dem Verkäufer, der die Figur in Auktion gegeben hatte.
Eine seiner spektakulärsten Fälschungen war ein Torso aus Alabaster, den er 1999 nach dem Vorbild einer Figur aus der Amarna-Zeit, die sich in der Sammlung des Louvre befindet, anfertigte. Experten identifizierten sie als Bildnis einer Enkeltochter von Tutanchamun. 2003 kaufte das Bolton-Museum die Statue für 440.000 £, nachdem sowohl Christie’s als auch das British Museum das Alter der Figur (3.300 Jahre) und ihre Echtheit bestätigt hatten.
Im Laufe des Prozesses wurden 44 Fälschungen identifiziert und diskutiert, von 120 weiteren Objekten ist der Standort bekannt. Wie viele Fälschungen sich aber außerdem in privater Hand oder in öffentlichen Sammlungen befinden beziehungsweise im Kunsthandel unterwegs sind, bleibt bis dato unbekannt.
In seiner Autobiographie A Forger’s Tale behauptet Greenhalgh, der Autor der Zeichnung La Bella Principessa zu sein, die von einzelnen internationalen Leonardo-Spezialisten, darunter Martin Kemp von der Universität Oxford, als Leonardos eigenhändiges Werk begutachtet wurde. La Bella Principessa wurde 1998 bei Christie’s in New York für 19.000 US-Dollar versteigert.

## Werkstatt und Vertrieb
Als Werkstatt diente ein Schuppen im Garten des Hauses, während sich der Garten selbst zu einem Materiallager entwickelte. Greenhalgh deponierte dort vielversprechendes Material aus Abbruchvillen, wie zum Beispiel seltenen weißen und roten Marmor, Porphyr, Kalk- und Sandsteine, Metalle sowie vielerlei Hölzer, die er für seine Arbeit zu verwenden gedachte. Der Schuppen selbst enthielt, neben Bücherregalen und Stapeln von Büchern, sein Werkzeug, darunter Steinmetzwerkzeuge, die schon länger in Familienbesitz waren, sowie moderne Gerätschaften aus dem Baumarkt. Außerdem deponierte er dort allerhand Material, das er beim Trödler gefunden hatte, wie Pergament, alte Papiere, Rahmen oder andere nützliche Dinge, die aus lokalen Versteigerungen stammten. Er hatte sich Gerätschaften zur Papierherstellungen konstruiert, da ihm das originale Papier für Altmeisterzeichnungen oder Aquarelle aus dem 19. Jahrhundert allmählich ausging. Metall für kleinere Objekte schmolz er in einem altmodischen kleinen Schmelzofen. Größere Steinmetzarbeiten erledigte er in Abbruchhäusern, zu denen er durch seine sporadische Tätigkeit für einen Bauunternehmer Zugang hatte.
Ab welchem Zeitpunkt dem Vater die Tatsache und das Ausmaß der Fälschungen seines Sohnes bekannt war, blieb auch bei dem Prozess ungeklärt. Spätestens aber mit dem erfolgreichen Verkauf der Peploe-Fälschung an die Londoner Galerie übernahm George Greenhalgh den Vertrieb und war maßgeblich am Erstellen passender Legenden zu den Objekten beteiligt. Eine seiner Hauptquellen war ein Auktionsverzeichnis, das von einer Silverton Park-Auktion von 1892 stammte, auf der sein Großvater als Käufer aufgetreten sein soll. Die unscharfen, summarischen Beschreibungen des Verzeichnisses dienten unter anderem als Belege für die Echtheit der Amara-Prinzessin. Eine andere Quelle für Provenienzen war der Nachlass einer Verwandten von Olive Greenhalgh, die einen Antikhandel betrieben hatte. Grundsätzlich hatten alle Kunstwerke, die aus Greenhalghs Werkstatt hervorgingen und Experten gezeigt wurden, glaubhafte Provenienzen. So fertigte er nur nach einer Fotografie einer Gänsefigur von Barbara Hepworth, die als verloren gilt, eine Gans aus Ton, die vom Henry-Moore-Institute in Leeds als echt zertifiziert und für 3.000 £ angekauft wurde. George Greenhalgh junior war an Finanztransaktionen beteiligt.

## Ermittlungen und Verurteilung
Anfang 2006 hatten sich jedoch die Verdachtsmomente bei den zuständigen Polizeibehörden gehäuft, und Museumsmitarbeitern kamen Zweifel über die Menge wertvoller Kunstwerke, die aus der Gegend um Bolton kamen. Ausschlag zur Aufdeckung der Fälscherwerkstatt gab schließlich ein „assyrisches“ Relief, das Greenhalgh dem British Museum zur Begutachtung vorgelegt hatte. Der zuständige Kurator bemerkte Fehler in der Keilschrift und informierte Scotland Yard. Am 15. März 2006 durchsuchten Beamte der Serious Organized Crime Unit von Scotland Yard in Erwartung einer hochgerüsteten Fälscherbande Haus und Garten, packten Unterlagen und Dokumente in einen Polizeitransporter und hinterließen, wie Greenhalgh beschreibt, ein wahres Chaos. Daraufhin beschloss er, keine Aussagen zu machen. Die Razzien wiederholten sich, und während der Durchsuchungen verschwand wertvolles Werkzeug, das nie mehr aufgefunden wurde. Im November 2007 wurden er und seine Eltern dem Untersuchungsrichter vorgeführt. Greenhalgh wurde zu 4 Jahren und 8 Monaten Haft verurteilt, seine Eltern wurden auf Grund ihres hohen Alters auf Bewährung freigesprochen. Während seiner Haft verfasste Greenhalgh seine Autobiographie A Forger’s Tale.

## Kunstmarkt
Die vor ihrer Entdeckung als Fälschung auf 1.000.000 £ veranschlagte Amarna-Prinzessin wurde im November 2014 auf einer lokalen Versteigerung für 500 £ und damit nach Ansicht des Auktionators weit unter Wert verkauft. Eine Majolika-Arbeit brachte 190 £ ein und ein weiteres Objekt aus Keramik 800 £.
Am 22. November 2017 sind in Bolton drei Bilder Greenhalghs im Stil von L.S. Lowry durch das Kunstauktionshaus Schlosser versteigert worden. Die Bilder sind auf der Rückseite datiert, signiert mit „SG“, und der Anmerkung „Shaun Greenhalgh after LS Lowry“ versehen. Der Hammerpreis für die drei Werke lag zwischen 5.100 und 5.700 £. 2016 erreichte das vergleichbare Bild The Beer Seller von Shaun Greenhalgh after LS Lowry einen Preis von 1.300 £ bei einem Schätzpreis von 500–800 £.

## Film
- 2009 strahlte die BBC unter dem Titel The Antiques Rogue Show einen Film über die Fälscher-Factory der Greenhalghs aus.[21]
- The Artful Codgers. Dokumentarfilm. Regie: Nick Hornby, Produzent: Amy Flanagan. Ausgestrahlt von BBC Four, 11. Juni 2015[22]
- 2019 startete BBC Four die vierteilige Miniserie Handmade in Bolton, Regie führte Waldemar Januszczak unter Mitarbeit der Kunsthistorikerin und TV-Journalistin Janina Ramirez.[23] In jeder Folge wird jeweils die Geschichte und der Herstellungsprozess eines bestimmten Artefakts dokumentiert: Die Rock Crystal Bottle im Stil der islamischen Kunst aus dem Zeitalter der ägyptischen Fatimiden (10. Jh.); die Palissy-Platte aus Keramik im Stil von Bernard Palissy (15. Jh.); ein Nottingham-Alabaster (15. Jh.) und eine westgotische Brosche.[24]